# Todd Karns
Roscoe Todd Karns (Los Ángeles, 15 de enero de 1921 - Ajijic, 5 de febrero de 2000) fue un actor estadounidense. Quizás sea más recordado por interpretar al hermano menor de George Bailey, Harry Bailey, en la película de 1946 It's a Wonderful Life.

## Primeros años
Karns era hijo del conocido actor Roscoe Karns y su esposa Mary Fraso. Inicialmente planeó tener una carrera como reportero de un periódico, pero la participación en una pequeña producción teatral hizo que cambiara de opinión, volviéndolo hacia la actuación.

## Carrera cinematográfica
Karns comenzó su carrera cinematográfica en 1941 como Harry Land en dos películas de Andy Hardy con Mickey Rooney, pero poco después de eso, su carrera cinematográfica inicial fue interrumpida por la Segunda Guerra Mundial, donde Karns sirvió en el Army Air Corps. Cuando regresó a Hollywood, Karnes interpretó su papel característico como Harry Bailey en el clásico navideño de Frank Capra It's a Wonderful Life (1946).
A menudo tuvo papeles menores en películas, como Good Sam (1948) y The Caine Mutiny (1954).

## Carrera televisiva
Karns interpretó a Jackson Jones en Jackson and Jill (1949-1953), la primera comedia de situación semanal para televisión. También apareció con su padre Roscoe en la serie criminal Rocky King, Detective (1950-1954), interpretando al sargento Hart. Se retiró del cine y la televisión a mediados de la década de 1950.

## Vida posterior
Karns y su esposa Katherine con sus tres hijos se mudaron a México, a Ajijic un pueblo cerca de Guadalajara, donde abrieron una escuela de teatro en inglés, Lakeside Little Theatre en 1971. Allí, Karns produjo y dirigió obras de teatro durante las siguientes tres décadas, hasta su muerte por cáncer a los 79 años.
Además de actuar, Karns también realizó numerosas pinturas. Comenzó a pintar en enero de 1948 y luego vendió sus obras a particulares y empresas. Un periodista escribió: "Su estilo es estrictamente suyo y no se parece a nada que se haya escuchado en una clase de arte o puesto en un libro".

## Fallecimiento
Karns falleció de cáncer en Ajijic, Jalisco el 5 de febrero de 2000 a los 79 años. Su esposa e hijos tuvieron su entierro familiar privado en el cementerio de Ajijic. 